# جينجر د. أنديرس
جينجر د. أنديرس (بالإنجليزية: Ginger D. Anders)‏ هي محامية أمريكية، ولدت في 28 أغسطس 1977.